# Dezső Földes
Dezső Földes (født 30. december 1880 i Miskolc, død 27. marts 1950 i Cleveland, Ohio) var en ungarsk fægter, som deltog i to olympiske lege inden første verdenskrig.

## Fægtekarriere
Földes fægtede for Fővárosi Vívóklub fra 1901, men skiftede til MAC (Magyar Atlétikai Club) i Budapest. Han fægtede med alle tre våbentyper, og ved OL 1908 i London stillede han op individuelt i kårde, hvor han ikke gik videre fra indledende runde, og sabel, hvor han nåede semifinalen. Han var desuden med på det ungarske sabel sammen med Jenő Fuchs, Oszkár Gerde, Péter Tóth og Lajos Werkner. Ungarerne vandt over Tyskland i første runde, og en sejr over Italien i semifinalen sendte dem i finalen. Her vandt de 9-7 over Bøhmen og fik dermed guld.
I 1910 vandt han sit eneste ungarske mesterskab, hvilket var i fleuret. Ved OL 1912 i Stockholm var han igen med og stillede op individuelt i fleuret og sabel. I fleuret nåede han semifinalen, og i sabel blev han nummer otte. Igen var han med på Ungarns sabelhold, denne gang sammen med resten af holdet fra forrige OL suppleret med Zoltán Schenker, László Berti og Ervin Mészáros. De gik direkte i semifinalen, hvor de vandt alle kampe, og i finalen gjorde de det samme og genvandt dermed guldet, mens Østrig fik sølv og Nederland bronze.

## Øvrige karriere
Samtidig med, at han var aktiv fægter, opnåede han et tandlægediplom fra universitetet i Budapest. I 1912 emigrerede han til USA og åbnede et sanatorium for ubemidlede mennesker i Cleveland. Han åbnede også et par behandlingscentre i byen.
Ved OL 1932 i Los Angeles var han medlem af juryen for sabelkonkurrencerne.